# Нагинщина
Нагинщина — деревня в Выскатском сельском поселении Сланцевского района Ленинградской области.

## История
Согласно Памятной книжке Санкт-Петербургской губернии 1905 года мыза Нагинщино площадью 269 десятин принадлежала бюргеру Рихарду Августовичу Буре.
В конце XIX — начале XX века мыза административно относилась к Выскатской волости 1-го земского участка 1-го стана Гдовского уезда Санкт-Петербургской губернии.
- Мыза Нагинщина на карте 1919 года

Согласно карте Петроградской и Эстляндской губерний 1919 года на месте современной деревни находилась мыза Нагинщина.
По данным 1933 года посёлок Начинщино входил в состав Польского сельсовета Рудненского района.
По состоянию на 1 августа 1965 года деревня Нагинщина входила в состав Выскатского сельсовета Кингисеппского района.
По данным 1973 года деревня Нагинщина входила в состав Попковогорского сельсовета Сланцевского района.
По данным 1990 года деревня Нагинщина входила в состав Выскатского сельсовета.
В 1997 году в деревне Нагинщина Выскатской волости проживали 5 человек, в 2002 году — 4 человека (русские — 50 %, эстонцы — 50 %).
В 2007 году в деревне Нагинщина Выскатского СП проживали 1, в 2010 — 3, в 2011, 2012, 2013 годах — 5, в 2014 году — 3 человека.

## География
Деревня расположена в центральной части района на автодороге 41К-020 (Сижно — Осьмино).
Расстояние до административного центра поселения — 4 км.
Расстояние до ближайшей железнодорожной платформы Сланцы — 12 км.
Деревня находится на правом берегу реки Кушелка.

## Демография
| 2007 | 2010 | 2017 |
| ---- | ---- | ---- |
| 1    | ↗3   | →3   |

## Инфраструктура
На 2014 год в деревне было зарегистрировано два домохозяйства.